# 波西傑克森：妖魔之海
《波西傑克森：妖魔之海》（英語：Percy Jackson: Sea of Monsters）是2013年上映的加美奇幻冒險片，改編自美國作家雷克萊爾頓的世界暢銷奇幻文學系列《波西傑克森》第二集《妖魔之海》，由羅根·勒曼、亞歷珊卓·達迪莉奧及布萊德·傑克森主演。

## 劇情
孩童時期的安娜貝斯、格羅佛、路克、泰麗雅在前往混血營途中。泰麗雅為了四人，犧牲了自己，她的父親宙斯決定以另外一種方式讓女兒繼續存活下去．泰麗雅化成了一棵具有法力的巨大松樹，在混血營外設下了屏障，大大地保護了裡頭的混血人同類，時至今日。回到營區，奇戎和戴歐尼修斯遇上了穿越營區外屏障進入的泰森－獨眼巨人，自稱波賽頓之子，波西的同父異母兄弟。當眾人以異樣眼光檢視泰森時，營區突然傳出震動，直覺屏障有問題的波西帶著眾人前往察看，赫然發現「科耳奇斯噴火牛」撞破了松樹，直闖混血營。而最後波西與泰森、安娜貝斯與克蕾莎通力合作解體了於營區大肆破壞、橫衝直撞的噴火牛。忽然間，路克出現在波西的眼前，並透露了預言的事，當波西尚未回神時，路克再度消失。
混血營的人們很快地意識到了屏障的危機，這才發現守著營區的泰麗雅之樹已經遭到路克的毒害，而他早已離開了營區。隨後，波西向奇戎詢問了有關路克提出的預言一事，奇戎引領波西來到了營區內的一處閣樓，閣樓上的預言者將「神諭」的來龍去脈告訴了波西，一個關於半人半神混血兒的神之子，將會決定奧林帕斯存亡的預言。波西將預言者所告知的「神諭」轉達給奇戎，奇戎認為當今唯一存活的三大神（宙斯，黑帝斯，波賽頓）後代除了波西別無他人，並直指波西是「神諭」中所指的人。安娜貝斯和格羅佛找到了能治癒樹的方法－「金羊毛」，傳說能治癒任何活的人事物的羊毛皮革，包括泰麗雅之樹。她們要求戴歐尼修斯能讓她們前去取回金羊毛，然而戴歐尼修斯以金羊毛正被居住於妖魔之海中的獨眼巨人波呂斐摩斯所保管，不希望他們前往赴死而拒絕。然而，戴歐尼修斯卻在隨後的營火會議中，公開提出「奪回金羊毛，拯救泰麗雅之樹」的任務，選出了一名羊男並指名戰神之女．克蕾莎前往妖魔之海執行任務，而非選擇安娜貝斯等人。在這之後，波西決定前往妖魔之海奪回金羊毛，並協同安娜貝絲說服格羅佛成行，在離開前，泰森也加入了他們的行列。安娜貝斯招來了傳說中的「灰色三姊妹」所駕駛的地獄戰車（計程車）往佛羅里達前進，途中，波西以眼球威脅灰色三姊妹透露有關「神諭」的事，三姊妹以「30,31,75,12」四組數字回應波西，而後，三姊妹因安娜貝斯將車資不夠說溜了嘴，將四人丟包在華盛頓，揚長而去。正當一行人趕往佛羅里達時，格羅佛突然被路克．克里斯等人綁架。眾人無計可施時，安娜貝斯靈機一動找上了路克的父親．荷米斯幫忙，荷米斯在三人誠摯的請託並帶著對兒子的虧欠感決心幫助他們，荷米斯給了他們裝有來自天涯海角的風的保溫瓶，以及神話封箱膠－一旦封上膠帶的事物，將會立即消失不見。離開荷米斯的快遞公司後，三人來到了碼頭邊，乘上了泰森以海神之力召喚的馬頭魚尾怪，偷偷地潛入了路克的遊艇．仙女座號；然而，三人不慎行跡敗露，被路克監禁於禁閉室內。波西在禁閉室內展現了海神之子的力量控制了浪潮，使得遊艇劇烈搖晃，最後用了神話封箱膠從禁閉室內逃了出來，三人與路克、克里斯等人及蠍獅一番激戰與追逐，最後成功地靠著保溫瓶釋放的強烈颶風離開了路克的遊艇。
好景不常，保溫瓶因泰森手滑掉入海裡，三人的小船因此被迫停在了大海某處，此時，海面突然揚起漩渦及浮出大量的尖刺，波希這才發現他們捲入了大漩渦卡律布狄斯－妖魔之海守護者的嘴裡。在波西等人的船，掉落於卡律布狄斯的胃時，他們發現了被欽點執行任務的克蕾莎。波西與克蕾莎攜手合作之下，駕著船衝破了卡律布狄斯的腸子，浮出了水面。逃出後，波西在海面上看到了地圖線及座標，波呂斐摩斯的巢穴．廢棄的賽西樂園所在位置。波西等人在一處山壁上發現了波呂斐摩斯和裝扮成女性的格羅佛，眾人用計成功取得金羊毛後，卻遇上前來攪局的路克一行人，路克要求波西交出金羊毛，波西不從，路克以十字弓射向波西，卻被泰森一個箭步擋下，隨後墜下深谷，這一幕，對波西而言是個強烈且深刻的衝擊。
路克奪走了金羊毛，並打算使邪惡泰坦巨神．克羅諾斯復活，並直指泰森的死應由波西自己負責。而波西在安娜貝斯等人的安慰及鼓勵下，重拾信心，解開了束縛和路克等人一戰。波西與路克搶奪金羊毛，路克明顯佔了上風，千鈞一髮之際，泰森出手摔飛了路克，原以為已經死了的泰森，因其為海神之子，才能藉由水的力量治癒其傷口，並回歸。然而，為時已晚，封印克洛諾斯的石棺已儲備足夠能量使得克洛諾斯得以復活；路克及格羅佛遭克羅諾斯吞下肚，此時，波西意識到手中的波濤劍即是「神諭」所說的「詛咒之劍」，便開始砍向克洛諾斯，克洛諾斯逐漸消失，並將路克及格羅佛吐了出來，（路克悲情地掉落於波呂斐摩斯的巢穴中，成了晚餐）。就在他們準備迎接勝利時，安娜貝斯冷不防地被蠍獅致命的尾刺刺穿了後背，憤怒的格羅佛和克蕾莎聯手擊敗蠍獅後，急忙察看安娜貝絲的情況，她靜靜躺在波西的懷中，波西將金羊毛披在安娜貝斯身上，期盼奇蹟能夠發生，最後也順利地復活。波西將金羊毛交還予此次任務執行者克蕾莎，眾人返回混血營。克蕾莎在眾人面前為泰麗雅之樹披上了金羊毛，並由安娜貝絲在樹旁守夜。隔天，金羊毛的治癒能力不僅讓泰麗雅之樹痊癒，更是讓泰麗雅以人類的姿態活了過來。在波西知道泰麗雅是宙斯的後代後，不禁想到「神諭」所說的能決定奧林帕斯存亡的三大神後代，另有其人的可能性。
電影最後，帶到了石棺及克洛諾斯的遺體正發著光，是否意味著克洛諾斯的生死未卜？

## 演員
| 混血營                                                                                       |                                   | |
| 演員                                                                                         | 角色                              | 介紹                                                                                                |
| 羅根·勒曼 Logan Wade Lerman                                                                  | 波西·傑克森 Percy Jackson         | 波賽頓之子。                                                                                        |
| 布蘭登·傑克森 Brandon T. Jackson                                                             | 格羅佛·安德伍德 Grover Underwood  | 羊男，波西的好友。                                                                                  |
| 亞歷珊卓·達迪莉奧 Alexandra Daddario                                                         | 安娜貝斯·雀斯 Annabeth Chase      | 雅典娜之女。                                                                                        |
| 萊文·藍賓 Leven Rambin                                                                       | 克蕾莎·拉魯 Clarisse La Rue       | 戰神阿瑞斯之女，被指派去尋找金羊毛。                                                                |
| 傑克·阿貝爾 Jake Abel                                                                        | 路克·卡斯特倫 Luke Castellan      | 旅行之神荷米斯之子，前作為神火之賊。                                                                |
| 道格拉斯·史密斯 Douglas Smith                                                                | 泰森 Tyson                        | 與波西同為波賽頓之子，是個獨眼巨人                                                                  |
| 帕蘿瑪·奎雅考斯基 Paloma Kwiatkowski                                                         | 泰麗雅·葛瑞斯 Thalia Grace        | 宙斯之女。 七年前因為一場意外，在死前被宙斯變成一棵混血之丘上的魔法松樹，保護混血營，但被路克下毒。 |
| 格雷·戴蒙 Grey Damon                                                                         | 克里斯·羅德里格茲 Chris Rodriguez | 曾幫助路克讓克羅諾斯復活。                                                                          |
| 天神                                                                                         |                                   | |
| 演員                                                                                         | 角色                              | 介紹                                                                                                |
| 史丹利·圖奇 Stanley Tucci                                                                    | 戴歐尼修斯 Dionysus               | 古希臘神話中的酒神。                                                                                |
| 奈森·菲利安 Nathan Fillion                                                                   | 荷米斯 Hermes                     | 路克的父親，邊界及穿越邊界的旅行者之神，也是小偷之神.                                               |
| 神話生物                                                                                     |                                   | |
| 演員                                                                                         | 角色                              | 介紹                                                                                                |
| 安東尼·海德 Anthony Head                                                                     | 奇戎 Chiron                       | 古希臘神話的半人馬，混血夏令營的營長。                                                              |
| 蜜西·派兒（Missi Pyle） 依芙緹·妮可·布朗（Yvette Nicole Brown） 瑪莉·柏德頌（Mary Birdsong） | 灰色三姊妹 Graeae                 | 巫女計程車司機。                                                                                    |
| 羅伯特·梅爾雷 Robert Maillet                                                                 | 波吕斐摩斯 Polyphemus             | 保管金羊毛的獨眼巨人。由朗·普爾曼配音。                                                             |
| 德瑞克·梅耶斯 Derek Mears                                                                    | 獨眼巨人 Cyclops                  | |

## 评价
烂番茄新鲜度38%，平均得分5.1；Metacritic上媒体综评39分。整體評價不佳

## 票房
美国首周末收获1440万美圆列第四位。
| 上一届： 《極樂世界》 | 2013年台北週末票房冠軍 第33周 | 下一届： 《總舖師》 |

## 外部連結
- 官方网站
- 互联网电影数据库（IMDb）上《波西傑克森：妖魔之海》的资料（英文）
- 開眼電影網上《波西傑克森：妖魔之海》的資料（繁體中文）
- 豆瓣电影上《波西傑克森：妖魔之海》的資料 （简体中文）
- 时光网上《波西傑克森：妖魔之海》的資料（简体中文）
- 爛番茄上《波西傑克森：妖魔之海》的資料（英文）
- Metacritic上《波西傑克森：妖魔之海》的資料（英文）
- Box Office Mojo上《波西傑克森：妖魔之海》的資料（英文）
- AllMovie上《波西傑克森：妖魔之海》的资料（英文）